# Городское поселение Междуреченск (Самарская область)
Городское поселение Междуреченск — муниципальное образование в Сызранском районе Самарской области.
Административный центр — посёлок городского типа Междуреченск.

## Население
| 2010  | 2012  | 2013  | 2014  | 2015  | 2016  | 2017  |
| ----- | ----- | ----- | ----- | ----- | ----- | ----- |
| 3239  | ↘3167 | ↗3174 | ↘3144 | ↘3085 | ↘3007 | ↘2977 |
| 2018  | 2019  | 2020  | 2021  |       |       |       |
| ↘2957 | ↘2907 | ↘2867 | ↗2961 |       |       |       |

Население на 1 января 2021 года составляло: 2 808.

## Административное устройство
В состав городского поселения Междуреченск входят:
- посёлок городского типа Междуреченск,
- село Переволоки.